# 화이트홀 미제사건

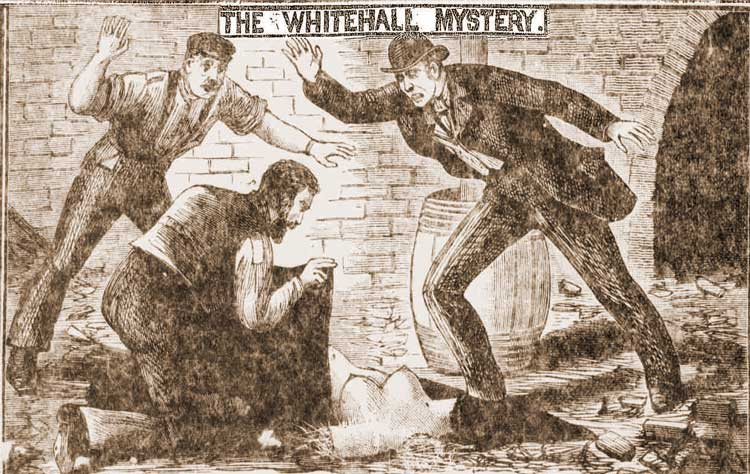
희생자의 몸통 발견을 묘사한 당대의 화이트홀 미제사건 신문 삽화

화이트홀 미제사건(Whitehall Mystery)은 1888년 런던에서 일어난 미해결 살인사건이다. 경찰청 본부인 스코틀랜드 야드 건설 현장을 포함한 도심 3곳에서 여성의 시신이 발견됐다. 이 사건은 템스 토막 살인 사건에 속하기도 한다.

## 발견
1888년 9월 11일 핌리코(Pimlico)의 템스 강 진흙 강변에서 오른팔과 어깨가 발견되었다. 처음에는 타임즈 신문이 의대생이 장난으로 팔을 물 속에 넣은 것으로 의심하기도 했다.

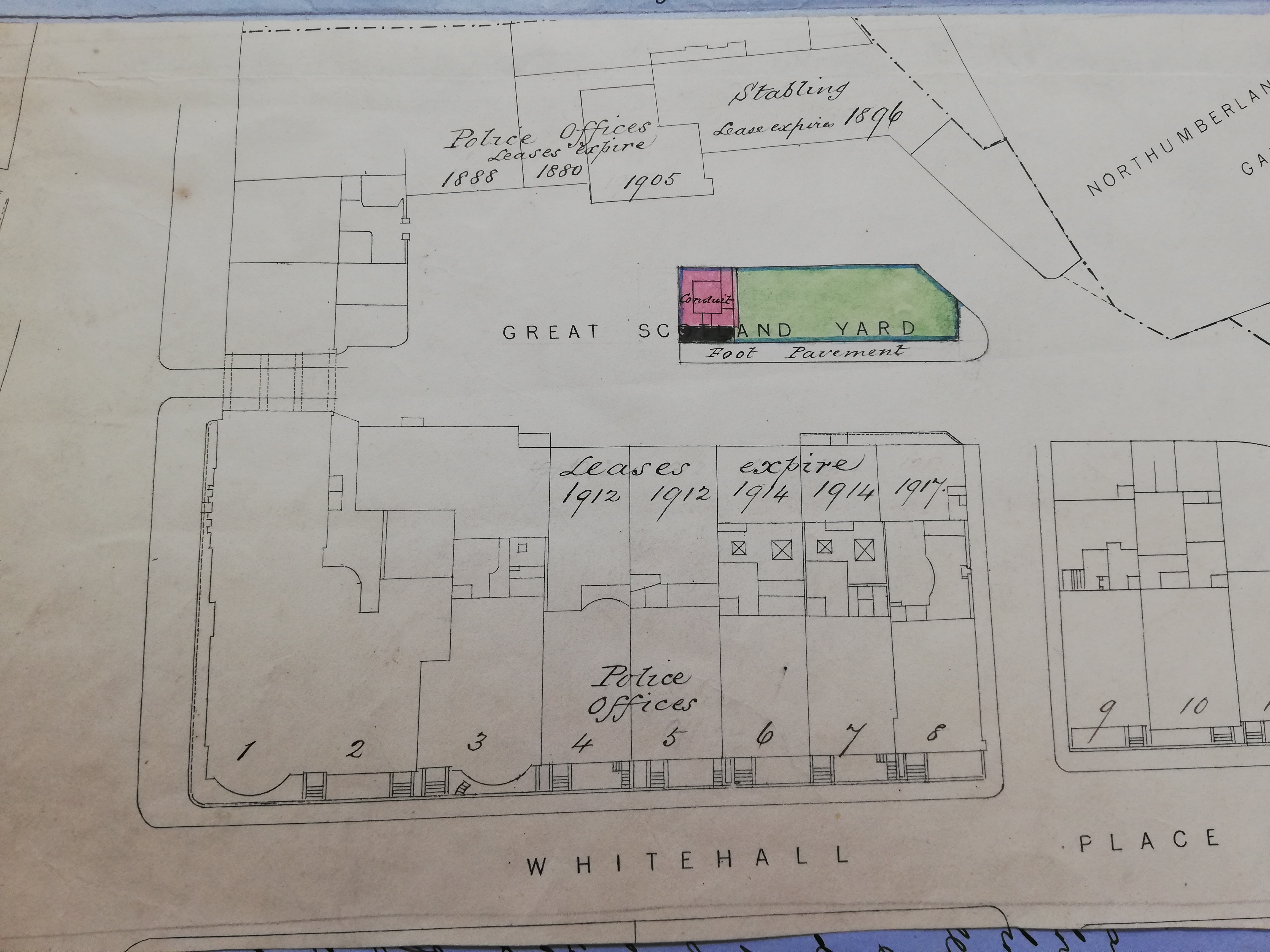
1837년 광역경찰이 점유한 건물의 삽화

1888년 10월 2일 웨스트민스터 화이트홀 근처 빅토리아 제방에서 뉴 스코틀랜드 야드로 불릴 예정이었던 광역경찰청의 새 본부를 건설하는 동안 한 작업자가 시신이 들어 있는 소포를 발견했다. 여성의 몸통은 지하실의 일부이기도 한 3개월 된 금고에서 발견되었다. 시신은 작업자인 리처드 로웬스가 열려 있던 금고 안에 마지막으로 들어갔던 9월 29일 이후의 어느 시점에 놓였다. 몸은 검은색 페티코트로 보이는 끈으로 묶여 있었다. 몸통은 경찰 외과 의사인 토마스 본드가 이전에 발견한 팔과 어깨와 비교했는데, 일치했다.
1888년 10월 17일 기자 재스퍼 워링은 경찰의 허가와 작업자의 도움을 받아 스피츠베르겐 개를 이용하여 공사장 근처에 묻혀 있던 무릎까지 잘린 왼쪽 다리를 발견했다.
머리와 나머지 팔다리는 발견되지 않았으며 희생자의 신원도 확인되지 않았다.

## 추측
언론은 이 살인과 화이트채플 지구 안팎에서 동시에 발생한 잭 더 리퍼 연쇄살인사건 사이의 연관성을 시사했지만, 광역경찰청은 사건 사이의 연관성을 배제했다. 10월 8일 웨스트민터의 검시관인 존 트라웃벡이 수사를 시작했다. 피해 여성은 "키가 크고 영양분이 풍부한" 것으로 확인되었고, 그녀의 나이는 약 24세, 키는 5피트 8인치였다. 자궁은 몸에서 제거되었다. 오른쪽 팔은 인체 해부학에 대한 지식이 있는 누군가에 의해 절단되었고 혈류를 억제하기 위해 지혈대를 사용했고 근육의 수축이 부족했기 때문에 검시 당시 제거되었다. 또한 피해자는 사망 당시 브로치 새틴 드레스를 입고 있었던 것으로 밝혀졌다.
드레스는 영국 브래드퍼드에서 3년 정도 된 것으로 추정되는 패턴으로 제조되었다. 사인은 알려지지 않았지만 피해자는 질식하거나 익사하지는 않았다. 그러나 검시관은 사망 원인으로 출혈을 배제할 수 없었다.
자궁이 없기도 했지만 왼쪽 폐에는 심한 흉막염이 있었다. 희생자가 아이를 낳았다는 증거는 아무것도 없었다. 심장은 건강했고 오른쪽 폐, 간, 위, 신장, 비장도 정상이었다. 그녀는 죽은 지 6주에서 2개월 정도 되었고, 하얀 피부와 검은 머리칼을 가지고 있었다. 게다가 복원된 손의 상태는 피해자가 육체 노동에 익숙하지 않다는 점을 보여준다.

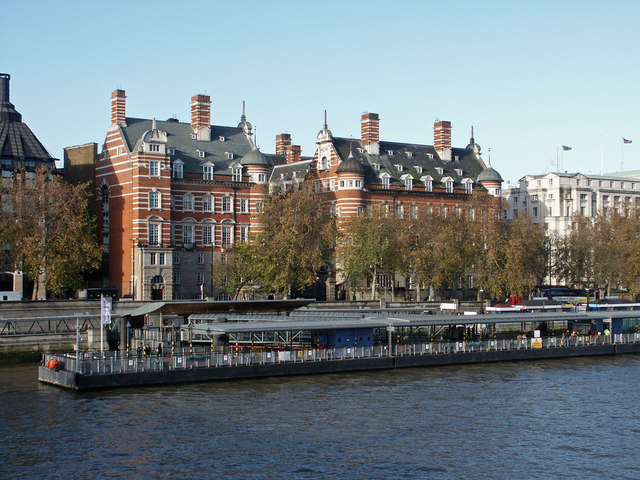
원래의 뉴 스코틀랜드 야드는 현재 노먼 쇼 빌딩으로 불린다.

### 참고 문헌
- Begg, Paul; Fido, Martin; Skinner, Keith (2015), 《The Complete Jack The Ripper A-Z - The Ultimate Guide to The Ripper Mystery》 (영어), John Blake Publishing, ISBN 978-1-784-18279-3
- Bell, Neil R. A. (2014), 《Capturing Jack The Ripper: In the Boots of a Bobby in Victorian England》 (영어), Amberley Publishing Limited, ISBN 978-1-445-62168-5
- Cullen, Tom (1965), 《Autumn of Terror: Jack the Ripper, His Crimes and Times》, Bodley Head
- Laurence, Kristen (2012), 《The Murder Stories》 (영어), Nischal Hegde, ISBN 978-1-476-30861-6[깨진 링크(과거 내용 찾기)]